# Нагнітальна свердловина
Нагнітальна свердловина — свердловина, яка служить для закачування в продуктивні пласти води, газу, теплоносіїв, а також повітряної або парокисневої суміші та ін. витісняючих агенів. Використовуються при розробці нафтових (нафтогазових) і газоконденсатних родовищ (див. заводнення, сайклінг-процес) з метою підтримки пластового тиску і регулювання темпів відбору корисних копалин. За допомогою свердловини здійснюється подача в нафтові пласти робочих агентів, які сприяють більш повному витісненню нафти, забезпечують внутрішньопластове горіння і ін.

## Різновиди
- СВЕРДЛОВИНА ВОДОНАГНІТАЛЬНА — свердловина, що призначена для нагнітання в продуктивний пласт води або різних водних розчинів. У залежності від різновидів методів заводнення С.в. може бути законтурною, приконтурною, внутрішньоконтурною.

- СВЕРДЛОВИНА ГАЗОНАГНІТАЛЬНА — свердловина, що призначена для нагнітання газу в нафтовий пласт з метою витіснення нафти. Нагнітання газу може здійснюватися в газову шапку або розосереджено по нафтовій частині площі покладу.

ФОНД НАГНІТАЛЬНИХ СВЕРДЛОВИН — свердловини, які використовуються або призначені для нагнітання в пласти робочого аґента з метою підвищення ефективності розробки експлуатаційного об'єкта.